# Національний науковий фонд
Національний науковий фонд (англ. National Science Foundation, NSF) — незалежне агентство при урядові США, що забезпечує фундаментальні дослідження та освіту у всіх галузях науки (окрім медицини). Аналогом Національного наукового фонду в галузі медицини є Національний інститут охорони здоров'я США. Із річним бюджетом в 6,87 млрд. доларів США (на 2010 р.), Фонд спонсорує приблизно 20% усіх федерально підтримуваних фундаментальних досліджень, що здійснюються американськими університетами та коледжами. В деяких галузях, як наприклад, математика, комп’ютерні науки, економіка та гуманітарні науки, дослідження здійснюються в основному за підтримки Фонду.
Директор Фонду, його заступник та 24 члени Національної наукової ради (англ. National Science Board) призначаються Президентом США і затверджуються Сенатом. Директор та його заступник відповідають за управління, планування, складання бюджету та поточні операції Фонду. Національна наукова рада збирається шість разів на рік для визначення загальної політики.
В 1998 році Комітет наук конгресу США опублікував меморандум «Розкриваючи наше майбутнє: Створення нової національної наукової політики» (Unlocking Our Future to New National National Science Policy), у якому визнається, що основою державної політики щодо науки залишаються погляди Ванневара Буша, висловлені в меморандумі «Наука - нескінченний рубіж».